# Lissonota dakrumae
Lissonota dakrumae là một loài tò vò trong họ Ichneumonidae.